# Sameshima Naonobu
Sameshima Naonobu est un nom japonais traditionnel ; le nom de famille (ou le nom d'école), Sameshima, précède donc le prénom (ou le nom d'artiste).
Sameshima Naonobu (鮫島 尚信), né le 16 avril 1845 dans le domaine de Satsuma et mort le 4 décembre 1880 dans le 16e arrondissement de Paris, est un diplomate japonais qui fut le premier ministre résident du Japon en Europe.

## Biographie
Fils d'un médecin du domaine de Satsuma, Sameshima a deux frères et sœurs. Il part étudier à Nagasaki en 1861, où il apprend la médecine occidentale et l'anglais. En 1865, il part étudier à l'étranger à Londres avec 15 autres étudiants de Satsuma, dont Mori Arinori, Nagasawa Kanaye, Yoshida Kiyonari, et Godai Tomoatsu. Il se rend aux États-Unis avec 5 autres étudiants de Satsuma pour vivre dans un vignoble à Brocton dans l'État de New York avec le prêcheur Thomas Lake Harris (en), mais retourne au Japon avec Mori en 1868.
Il travaille à son retour pour le gouvernement japonais. Lors de la création du ministère des Affaires étrangères, il est nommé ministre adjoint. Il devient le premier ministre résident du Japon en Europe en 1870, aidé par Shioda Saburō (ja) et Frederic Marshall, un avocat et journaliste anglais. Harry Parkes s'oppose à sa nomination en raison de son inexpérience et de la taille de son portefeuille, composé du Royaume-Uni, de la France, et de la Prusse. Les références de Sameshima en tant que chargé d'affaires ne sont pas initialement acceptées au Royaume-Uni, bien qu'elles le sont en Prusse et en France.  Il passe la majeure partie de son séjour en Europe à Paris et reçoit la Légion d'honneur en 1874.
Durant son mandat de diplomate, Sameshima écrit un Guide diplomatique avec Marshall, qui est un manuel destiné au personnel du ministère des Affaires étrangères. Il appelle également à la professionnalisation et à l'amélioration de la diplomatie japonaise.

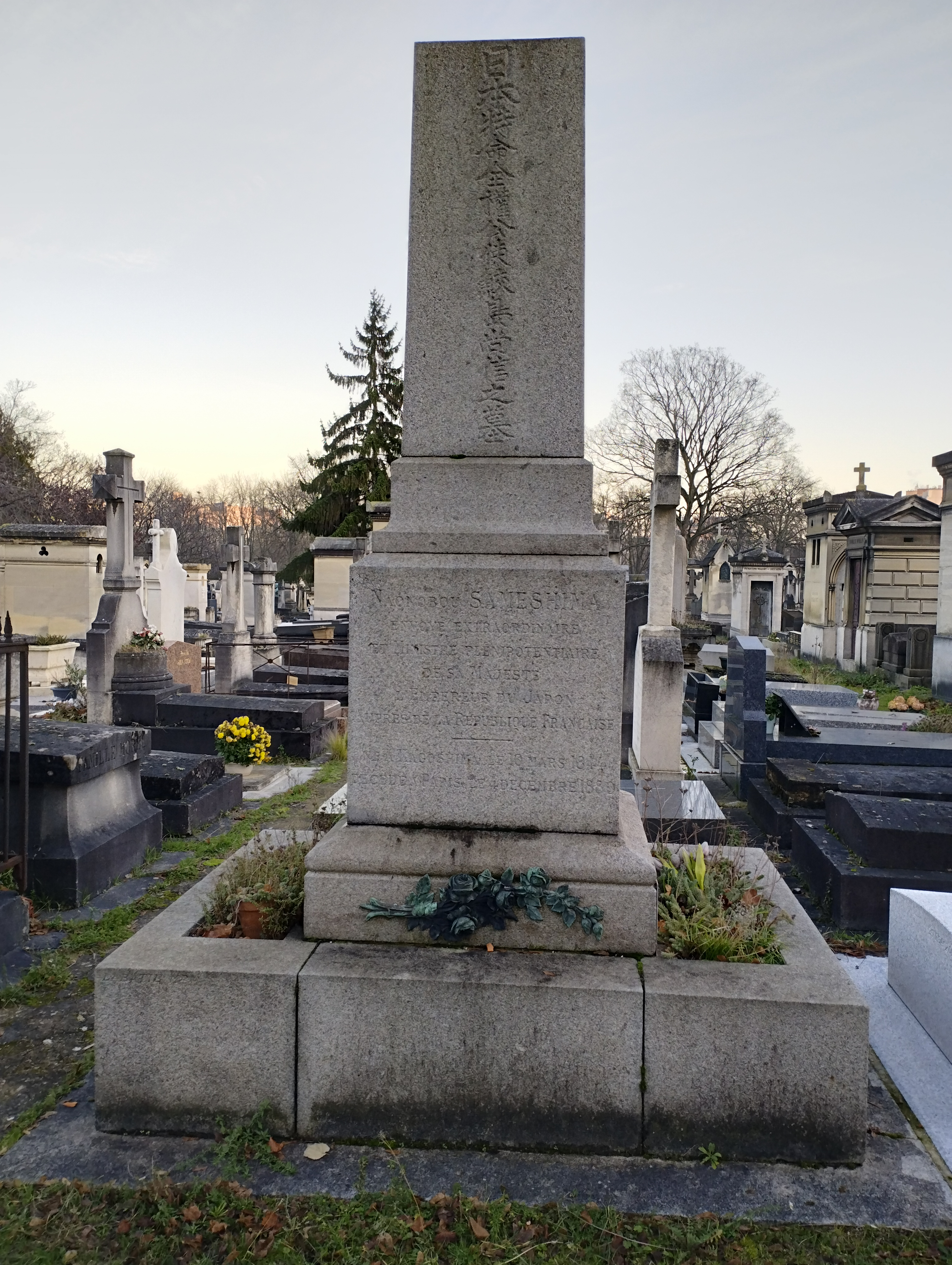
Tombe de Sameshima Naonobu au cimetière du Montparnasse (division 10).

En avril 1875, il retourne brièvement au Japon pour aider Terashima Munenori dans les réformes administratives, mais revient en France en 1878. Ses fonctions s'étendent à l'Espagne et au Portugal en 1880, mais il meurt plus tard cette année-là à Paris le 4 décembre.
Il est inhumé au cimetière du Montparnasse (division 10).